# Guide (artist)
Guide, är ett artistnamn för Ronny Thorén, som är en svensk sångare som deltog i den svenska Melodifestivalen 2000.
Thorén är från Eskilstuna och tävlade som 25-åring med melodin "Vi lever här, vi lever nu!" som slutade på en femteplats. Låten tog sig in på Svensktoppen och låg där i en vecka, på 10:e plats den 1 april år 2000.